# Culpa in vigilando

Culpa in vigilando est une locution latine signifiant littéralement « faute en surveillant ou dans l'action de surveiller ». Elle s'emploie dans un contexte de droit, et plus précisément en responsabilité civile.

## Généralités
Reconnaître la « culpa in vigilando » suppose d'admettre qu'une personne (physique ou morale) est responsable des actes que réalise une autre personne envers laquelle celle-là a un devoir spécial de surveillance. Ce principe peut s'appliquer dans le cadre professionnel, où un employeur doit répondre des actes normaux de son employé, mais est le plus souvent évoqué pour un parent ou tuteur vis-à-vis de l'enfant mineur ou de la personne en état d'incapacité juridique dont elle a la charge.
Concrètement, évoquer une « faute par surveillance » implique que la personne n'a pas surveillé de manière adéquate la personne sous sa garde, et que, dès lors, les dommages causés par cette dernière impliquent la mise en jeu de la responsabilité civil du premier.

## Cas particuliers

### En droit espagnol
En droit espagnol, la culpa in vigilando est définie à l'article 1903 du Code civil.

### En droit québécois
En droit québécois, la notion de faute du surveillant d'un mineur est couverte par l'article 1460 du Code civil du Québec: « La personne qui, sans être titulaire de l’autorité parentale, se voit confier, par délégation ou autrement, la garde, la surveillance ou l’éducation d’un mineur est tenue, de la même manière que le titulaire de l’autorité parentale, de réparer le préjudice causé par le fait ou la faute du mineur.
Toutefois, elle n’y est tenue, lorsqu’elle agit gratuitement ou moyennant une récompense, que s’il est prouvé qu’elle a commis une faute. »
La faute du surveillant d'un majeur non doué de raison est couverte par l'article 1461 C.c.Q. : « La personne qui, agissant comme tuteur, curateur ou autrement, assume la garde d’un majeur non doué de raison n’est pas tenue de réparer le préjudice causé par le fait de ce majeur, à moins qu’elle n’ait elle-même commis une faute intentionnelle ou lourde dans l’exercice de la garde. »